# Tornado Alicia Black
Tornado Alicia Black (* 12. Mai 1998 in Boca Raton) ist eine ehemalige US-amerikanische Tennisspielerin.

## Karriere
Tornado Alicia Black spielte seit ihrem dritten Lebensjahr Tennis und bevorzugte als Spielbelag den Hartplatz. Sie spielte vorrangig bei ITF-Turnieren, wo sie auf dem ITF Women’s Circuit zwei Einzeltitel gewann.
Ihren ersten großen Erfolg erreichte sie bei den Citi Open 2014, als sie mit einer Wildcard als Qualifikantin bis in das Hauptfeld vorrücken konnte, wo sie allerdings dann in der ersten Runde gegen Sarina Dijas mit 4:6 und 0:6 verlor. Im gleichen Jahr erhielt sie eine Wildcard für die Qualifikation zu den US Open 2014. Sie scheiterte hier aber bereits in der zweiten Qualifikationsrunde. Ebenso konnte sie mit einer Wildcard zusammen mit ihrer Partnerin Bernarda Pera im Doppel antreten. Sie scheiterten dort aber bereits in der ersten Runde. Im Mixed trat sie mit ihrem Landsmann Ernesto Escobedo an; sie scheiterten aber bereits ebenfalls in der ersten Runde. 
2014 gewann Black zusammen mit Catherine Bellis und Sofia Kenin den Junior Fed Cup mit der US-amerikanischen Mannschaft.
Für die US Open 2015 erhielt sie ebenfalls wieder eine Wildcard für die Qualifikation, scheiterte hier aber in der ersten Qualifikationsrunde gegen Romina Oprandi mit 4:6 und 0:6. Im Doppel scheiterte sie mit ihrer Partnerin in der zweiten Runde.
Nach den US Open 2015 bestritt Black kein Profiturnier mehr und wird seit 29. August 2016 nicht mehr in den Weltranglisten geführt. Sie hatte Probleme mit ihrer Hüfte und musste sich einer Operation unterziehen.

## Turniersiege

### Einzel
| Nr. | Datum              | Turnier       | Kategorie   | Belag     | Finalgegnerin     | Ergebnis      |
| --- | ------------------ | ------------- | ----------- | --------- | ----------------- | ------------- |
| 1.  | 29. September 2013 | Amelia Island | ITF $10.000 | Sand      | Alexandra Mueller | 4:6, 6:0, 6:0 |
| 2.  | 20. Juli 2014      | Evansville    | ITF $10.000 | Hartplatz | Caitlin Whoriskey | 6:4, 4:6, 6:2 |

## Persönliches
Tornado Alicia ist die ältere Schwester von Hurricane Tyra Black, die ebenfalls Tennisprofi ist.
Ihre Mutter Gayal Black benannte ihre Töchter nach Arten von Stürmen, daher die Vornamen "Hurricane" und "Tornado" als Teil einer Marketingstrategie für deren Tenniskarriere.